# Kołonice
Kołonice (ukrán nyelven: Колоничі, Kolonychi) Lengyelország délkeleti részén, a Kárpátaljai vajdaságban, a Leskói járásban, Gmina Baligród község területén található település. A község központjától Baligródtól közel 10 kilométernyire fekszik nyugati irányban, míg a járási központnak számító Lesko 24 kilométernyire északra található, valamint a vajdaság központja, Rzeszów 88 kilométernyire északra van a településtől.

## Fordítás
Ez a szócikk részben vagy egészben  a   Kołonice című angol Wikipédia-szócikk ezen változatának fordításán alapul.  Az eredeti cikk szerkesztőit annak laptörténete sorolja fel. Ez a jelzés csupán a megfogalmazás eredetét és a szerzői jogokat jelzi, nem szolgál a cikkben szereplő információk forrásmegjelöléseként.